# Spider-Man: Turn Off the Dark
Spider-Man: Turn off the Dark (неофиц. рус. Человек-паук: Погасить тьму) — бродвейский рок-мюзикл, основанный на комиксах о Человеке-пауке. Мюзикл рассказывает заново историю Питера Паркера, и включает в себя множество его противников: Карнажа, Зелёного гоблина, Крэйвена-охотника, Ящера, Электро и Мисс Стрелу. Также в мюзикле задействована Джулия Карпентер, известная как Арахна. Превью-кадры были показаны вечером 28 ноября 2010 года, официальная премьера состоялась 14 июня 2011 года. Многие изначальные актёры ушли из-за травм на репетициях, что привело к неоднократным отсрочкам премьеры.

## Производство
О решении создать этот мюзикл было заявлено в 2007 году, но производство неоднократно откладывалось. Официальное создание мюзикла началось в 2009 году. Режиссёром была назначена Джули Теймор, для которой это второй мюзикл, основанный на уже известном сюжете — первым был «Король Лев». Она признавалась, что «очень старалась сделать мюзикл качественным, поскольку Человек-паук — слишком известный и прибыльный персонаж, чтобы позволить спектаклю провалиться».
Сюжет в основном взят из оригинальных комиксов, хотя присутствуют и элементы из кинотрилогии Сэма Рэйми. Мюзикл насыщен экшн-сценами и отличается весьма качественными костюмами. Этот спектакль станет дебютом для многих злодеев в живом исполнении, кроме Зелёного гоблина, который появляется во всех трёх фильмах Рэйми. Также Ящер затем появится в «Новом Человеке-пауке».

Комикс-экраны в начале представления

Все сцены мюзикла показаны на фоне огромных экранов, которые придают сцене сходство со страницей комиксов. Полёты Человека-паука на паутине делали так: актёра цепляли к двух страховочным тросам, один был за спиной, другой — спереди. Актёр держался за передний трос как за паутину, а задний скрывали в тени. Полёт Зелёного гоблина создавали почти так же, но актёра крепили к тросам только спиной (поскольку в спектакле у Гоблина есть крылья) и не на два, а на четыре. Большинство полётов совершаются прямо над зрителями, придавая им острых ощущений.

### Первая реакция
Заявление о создании мюзикла было в основном воспринято негативно, поскольку почти никто не представлял, как можно перенести приключения супергероя на сцену театра. Но сам создатель Человека-паука Стэн Ли сказал, что «очень хотел бы это увидеть, и при случае пересмотрел бы мюзикл целых сто раз». Билеты на мюзикл можно заранее приобрести через интернет. Все песни из мюзикла позднее вышли на одном альбоме.
После премьеры мнение критиков и зрителей почти не изменилось, хотя положительных рецензий стало больше.

## Актёры

Рив Карни в роли Человека-паука

- Рив Карни (в некоторых сценах Мэттью Джеймс Томас) — Питер Паркер / Человек-паук
- Дженнифер Дамьено — Мэри Джейн Уотсон
- Натали Мендоса — Джулия Карпентер / Арахна
- Патрик Пэйдж — Норман Озборн / Зелёный гоблин
- Коллин Байя — Клетус Кэсседи / Карнаж
- Майкл Маллхерен — Джей Джона Джеймсон
- Кен Маркс — Бен Паркер
- Изабель Китинг — Мэй Рейли-Паркер
- Джеб Браун — Филлип Уотсон
- Ти Ви Карпио — Мисс Стрела
- Гидеон Гликк — Гьячимо Фортунато / Джимми 6
- Мэтт Каплан — Юджин «Флэш» Томпсон
- Дуэйн Кларк — Джозеф «Робби» Робертсон

## Костюмы
Костюмы разработала японский дизайнер, обладательница премии «Оскар» Эйко Исиока.